# Districte de Tachov
El districte de Tachov - (txec) Okres Tachov - és un districte de la regió de Plzeň, a la República Txeca. La capital és Tachov.

## Llista de municipis
Benešovice -
Bezdružice -
Bor -
Brod nad Tichou -
Broumov -
Částkov -
Cebiv -
Černošín -
Chodová Planá -
Chodský Újezd -
Ctiboř -
Dlouhý Újezd -
Erpužice -
Halže -
Horní Kozolupy -
Hošťka -
Kladruby -
Kočov -
Kokašice -
Konstantinovy Lázně -
Kostelec -
Kšice -
Lesná -
Lestkov -
Lom u Tachova -
Milíře -
Obora -
Olbramov -
Ošelín -
Planá -
Přimda -
Prostiboř -
Rozvadov -
Skapce -
Staré Sedliště -
Staré Sedlo -
Stráž -
Stříbro -
Studánka -
Sulislav -
Svojšín -
Sytno -
Tachov -
Tisová -
Třemešné -
Trpísty -
Únehle -
Vranov -
Záchlumí -
Zadní Chodov -
Zhoř